# Zuid-Afrikaanse gierst
Zuid-Afrikaanse gierst (Panicum schinzii, synoniem: Panicum laevifolium) is een eenjarige plant, die behoort tot de grassenfamilie. Zuid-Afrikaanse gierst komt van nature voor in Zuid-Afrika en is in Nederland een ingeburgerde exoot. In Nederland komt de Zuid-Afrikaanse gierst vooral in het oosten voor. Zuid-Afrikaanse gierst lijkt veel op de kale gierst, maar bij kale gierst is de onderste bloem van het aartje steriel en bij de Zuid-Afrikaanse gierst is deze mannelijk. Verder staat bij de Zuid-Afrikaanse gierst het bovenste kroonkafje van de onderste bloem tijdens de bloei halfopen en bij kale gierst blijft deze gesloten. Het aantal chromosomen is 2n = 18.
De plant wordt 50-100 cm hoog en heeft vanaf de voet sterk vertakte stengels met bruinachtige knopen. Het onbehaarde, licht- of dofgroene tot paarsachtige blad is 8–20 cm lang en 4–8 mm breed en loopt uit in een punt. Er is een duidelijke middennerf. Het 0,5 mm lange tongetje is vliezig en heeft een behaarde rand. De middelste en bovenste bladscheden zijn kaal, de onderste zijn weinig behaard.
Zuid-Afrikaanse gierst bloeit vanaf juni tot in oktober met groene bloemen. De bloeiwijze is een 15-35 cm lange, wijd vertakte, zeer slappe pluim. De stompe tot iets spitse, ovaal-elliptische aartjes zijn 2,3-2,8 mm lang, waarvan de onderste bloem alleen meeldraden heeft. Het aartje wijkt tussen de twee bloemen uiteen. De twee kelkkafjes hebben een sterk verschillende lengte. Het onderste, afgeknotte kelkkafje is  0,6–1 mm lang en omklemt het aartje. Het bovenste kelkkafje is net zo lang als het aartje en heeft 9-11 nerven. De kroonkafjes van de onderste, mannelijke bloem staan tijdens de bloei half open. Het onderste kroonkafje heeft negen nerven en is 1,8–2 mm lang. Het bovenste, aan de bovenkant gevleugelde kroonkafje is smaller dan het onderste kroonkafje en heeft twee, kale kielen. De helmknoppen zijn  1–1,8 mm lang.
De vrucht is een 1,5–2 mm lange en 1 mm brede graanvrucht.
Zuid-Afrikaanse gierst komt voor op open, voedselrijke grond tussen de mais en in bermen.